# Marie Elisabeth von Sachsen-Meiningen

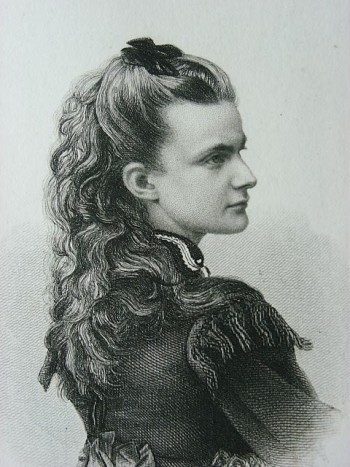
Prinzessin Marie Elisabeth von Sachsen-Meiningen

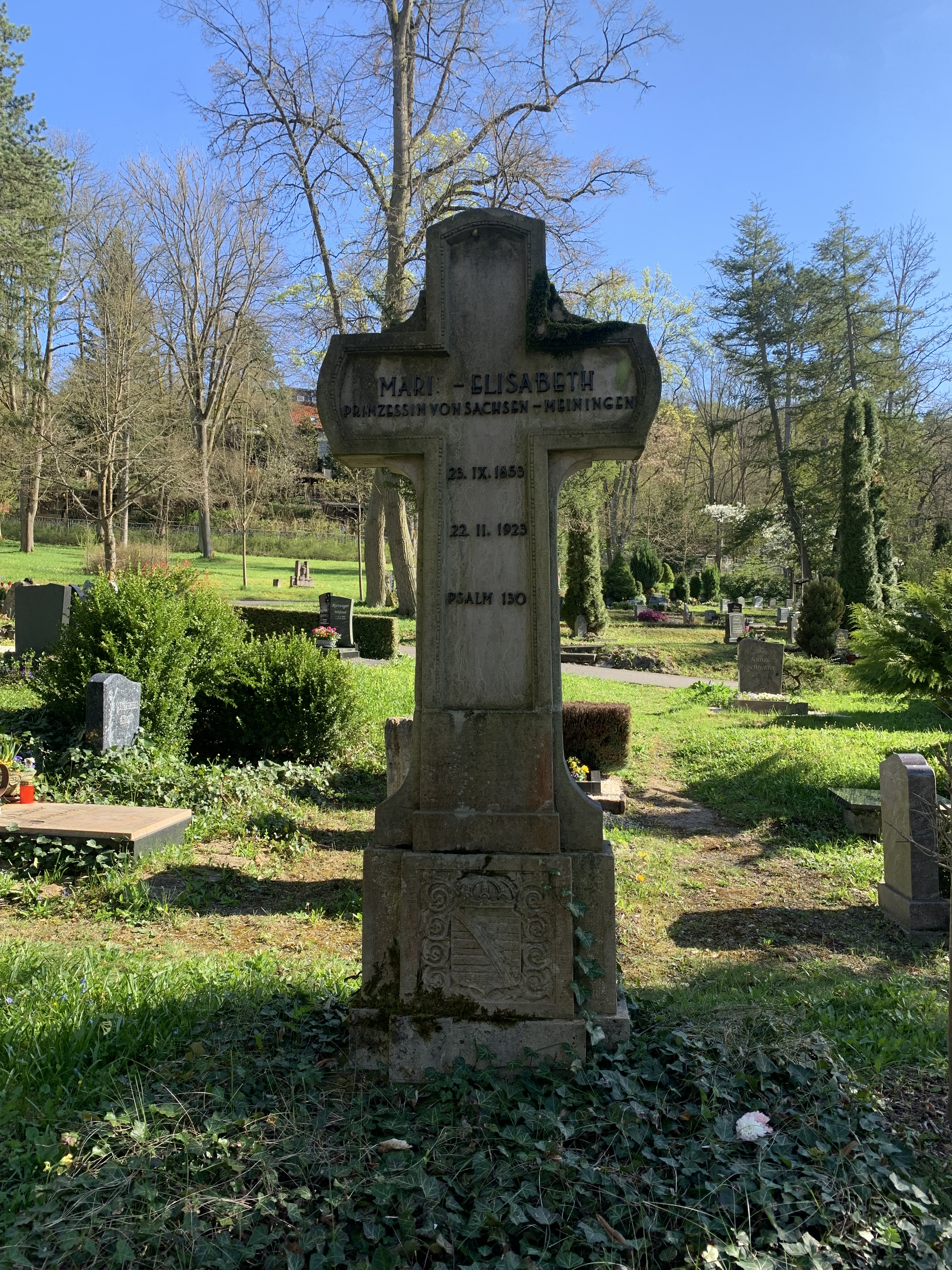
Grab von Marie Elisabeth von Sachsen-Meiningen auf dem Parkfriedhof Meiningen

Marie Elisabeth von Sachsen-Meiningen (* 23. September 1853 in Potsdam; † 22. Februar 1923 in Obersendling) war Prinzessin von Sachsen-Meiningen, Musikerin und Komponistin.

## Leben
Marie Elisabeth war die einzige Tochter des Herzogs Georg II. von Sachsen-Meiningen aus dessen erster Ehe mit Charlotte (1831–1855), Tochter des Prinzen Albrecht von Preußen. Damit entstammte sie dem Haus Sachsen-Meiningen. Marie Elisabeths älterer Bruder Bernhard III. war von 1914 bis 1918 letzter Herzog von Sachsen-Meiningen. Über Musikunterricht der musikalisch hochtalentierten Prinzessin ist wenig bekannt, Klavierunterricht erhielt sie u. a. durch Theodor Kirchner in den Jahren 1872/73. Sie galt als „vortreffliche Pianistin“ und profitierte von dem von ihrem Vater geförderten reichen Musikleben in der Zeit der Spätromantik in Meiningen, an dem sie lebhaft Anteil nahm.
Marie Elisabeth von Sachsen-Meiningen schuf  als Komponistin mehrere Musikstücke, von denen sich viele erhalten haben, z. B. ein „Fackeltanz“ anlässlich der Vermählung ihres Bruders Bernhard sowie weitere Werke zu offiziellen höfischen Festen. Allgemein beliebt wurde ihre „Romanze in F-Dur für Klarinette“ mit Begleitung des Klaviers oder Orchesters, die von dem berühmten Klarinettisten Richard Mühlfeld uraufgeführt wurde. Nach Angaben seines Bruders Christian fand die Uraufführung der Orchesterfassung am 6. oder 7. März 1892 in Hildburghausen in einem Abonnement-Konzert der Hofkapelle statt, was durch den Programmzettel allerdings nicht belegt ist. In jedem Fall wurde das Werk wenige Tage später am 11. März 1892 in einem Abonnement-Konzert in Meiningen durch Mühlfeld und Hofkapellmeister Fritz Steinbach aufgeführt, allerdings bestehen widersprüchliche Angaben darüber, ob dabei die Orchester- oder die Klavierfassung gespielt wurde. Die Fassung „mit Begleitung eines Klaviers“ wurde 1911 in Berlin im Verlag der Schlesinger’schen Buch- und Musikalienhandlung gedruckt. Ihre spätere Ansicht über dieses Werk teilte die Komponistin 1913 Max Reger in einer Antwort bezüglich eines Ausstellungsvorhabens mit:

„Nun wegen der Romanze für die Clarinette. Ein Manuskript besitze ich nicht. Und wenn ich es besäße, würde ich es nicht geben. Ich bin ganz dagegen solche Dilettanten Compositionen in eine Ausstellung zu geben! Diese Romanze wurde von Mühlfeld wunderbar gespielt, einen großen Werth hat sie aber wohl nicht. – Es war immerhin von Mühlfeld sehr liebenswürdig, daß er sie spielte!“

1918 komponierte sie ein reines Orchesterwerk, die Phantasie „Aus der großen eisernen Zeit“.
Marie Elisabeths Vater setzte sich, zusammen mit dem Intendanten Hans von Bülow sehr für die Entwicklung und Etablierung der Meininger Hofkapelle ein, die in dieser Zeit berühmt wurde. Er war ein großer Gönner des Komponisten Johannes Brahms.
Neben Brahms, Kirchner und Mühlfeld stand die Prinzessin auch mit dem Meininger Hofkapellmeister (1882–85) Franz Mannstädt, dem von ihrem Vater entdeckten Chorleiter Bernhard Müller sowie den Komponisten Max Reger und Richard Strauss in Verbindung. Hans von Bülow widmete ihr das Chorwerk Tristan (1884), Fritz Steinbach das Lied Zum neuen Jahr (1898). Max Reger widmete ihr 1912 den sechsten Band seiner Liedersammlung Schlichte Weisen op. 76. In der Villa Felicitas in Berchtesgaden-Stanggaß, die sie sich 1887 von Hofbaurat Karl Behlert als Sommersitz errichten ließ, empfing sie regelmäßig einen Kreis aus Künstlerinnen und Künstlern. Auch Johannes Brahms musizierte dort 1894 gemeinsam mit Richard Mühlfeld seine Klarinettensonaten op. 120. Sie förderte außerdem begabte Sängerinnen durch die Finanzierung von deren Ausbildung. Marie Elisabeth starb unverheiratet und ist auf dem Parkfriedhof Meiningen bestattet.

## Werke
- Fest-Marsch für Pianoforte (1865), komponiert als 12-Jährige.[16]
- Willkommen. Einzugs-Marsch für Orchester. Kahnt, Leipzig o. J. [1870][17]
- Fackeltanz in F-Dur für Klavier[18][19] oder Orchester[20] (1878)
- Wiegenlied für Violine oder Violoncello mit Pianoforte oder Pianoforte allein. Leuckart, Leipzig 1883[21]
- Zwei Lieder für gemischten Chor (1889)
- Für Musik für Singstimme und Klavier (1890)
- Romanze in F-Dur für Klarinette und Klavier oder Orchester (Uraufführung 1892), gedruckt in der Fassung für Klarinette und Klavier (1911)[6]
- Oftmals denk’ ich meiner Mutter für Singstimme und Klavier, Text: August Sperl (1899,[22] 2. Fassung 1900[23])
- Nun die Schatten dunkeln für Singstimme und Klavier, Text: Emanuel Geibel[24]
- Marsch Nr. 1 für Infanteriemusik. Breitkopf & Härtel, Leipzig/Berlin 1917[25] (lt. DSB Berlin aufgenommen in die Armeemarschsammlung I Nr. 101, III Nr. 139[26])
- Marsch Nr. 2 für Infanteriemusik, Klavier oder großes Orchester. Breitkopf & Härtel, Leipzig/Berlin 1917[27]
- Geschwind-Marsch (Nr. 4) für Militärmusik (alle 28 Stimmen erhalten) oder Klavier zu zwei Händen. Breitkopf & Härtel, Leipzig 1917[28]
- Marsch Nr. 5 für Klavier zu zwei Händen. Breitkopf & Härtel, Leipzig 1918[29]
- Charakterstück für Violine und Klavier. Breitkopf & Härtel, Leipzig 1918[30]
- Aus der großen eisernen Zeit, Orchester-Fantasie „Dem Andenken meines Bruders Fritz und meiner drei Neffen“ (1918)